# 2020 w informatyce
Kalendarium informatyczne 2020 roku
- 14 stycznia – Google poinformowało, że w przeglądarce internetowej Chrome przestanie zapisywać pliki cookie[1].
- 14 stycznia – Microsoft zakończył wsparcie dla systemu operacyjnego Windows 7[2].
- luty – Twitter poinformował, że zobowiązuje się do wykrywania i oznaczania deepfake’ów na swojej platformie[2].
- 13 marca – Microsoft poinformował, że współzałożyciel firmy Bill Gates odszedł z zarządu[3].
- 24 marca – Apple zablokował pliki cookie w swojej przeglądarce Safari[4].
- 14 kwietnia – CEO GitHuba zdecydowała o bezpłatnym udostępnieniu swoich kluczowych funkcjonalności dla zespołów[5].
- 26 czerwca – Indie zakazały korzystania z chińskich aplikacji (m.in. TikToka, WeChat i UC Browser)[2].
- 17 sierpnia – Microsoft ogłosił zakończenie wsparcia przeglądarki Internet Explorer do przyszłego roku[6].
- 17 sierpnia – Chiny zablokowały edytor tekstu Notepad++[7].
- 21 grudnia – IBM i Fujifilm rozpoczęły pracę nad stworzeniem nowego rodzaju napędu taśmowego o pojemności 580 TB[8].
- OpenAI rozpoczęła testy nad chatbotem ChatGPT[9].
- Przemysł komputerowy przeżył ogólnoświatowy kryzys spowodowany recesją wywołaną przez pandemię COVID-19[2].